# Nicholas Pryor
Nicholas Pryor, född 28 januari 1935 i Baltimore, Maryland, död 7 oktober 2024 i Wilmington, North Carolina, var en amerikansk skådespelare. Han var med i en lång rad filmer och TV-serier, bland annat Lilla huset på prärien, Föräldrafritt, Damien: Omen II och Doctor Sleep.